# Схотен
Схотен (нидерл. Schoten) — коммуна, расположенная в бельгийской провинции Антверпен. Она включает в себя только сам город Схотен. На 1 января 2017 года население составляло 34 273 человека. Общая площадь составляет 29,55 км2 (плотность населения 1200 жителей на км²) Схотен примыкает к районам Антверпена Мерксем на западе и Дёрн на юго-западе. Граничит с коммунами Брасхат на севере, Брехт на северо-востоке, Схилде на востоке и Вейнегем на юге.

## История
История названия Схотен , возможно, произошло от названия, данного деревянным перегородкам (нидерл. schot), которыми разделяли границы участков частной собственности. Христианизация области датируется концом 7-го века, под влиянием аббата Урсмара, аббатства Лоббс, которому принадлежала собственность здесь. В 12 веке территория находилась под политической властью лордов Бреды, а затем лордов Берген-оп-Зома. Религиозно им управляло аббатство Виллерс.
Уже к началу 16-го века зажиточные бюргеры и торговцы из соседнего Антверпена строили замки в Схотене в качестве вторичных резиденций. Тем не менее, местному сообществу удалось сохранить свой сельский характер Де-Кемпена до 19-го века. Промышленность сначала развивалась на границе с Мерксемом, затем вдоль Альберт-канала. Большая часть остальной территории города была зелёной и использовалась соседними жителями Антверпена для строительства обширных вилл, таких как Koningshof и Schotenhof. Сегодня около 30% территории Схотена по-прежнему состоит из лесных массивов, что является большим достижением, учитывая его расположение всего в 10 км от центра Антверпена.

## Достопримечательности

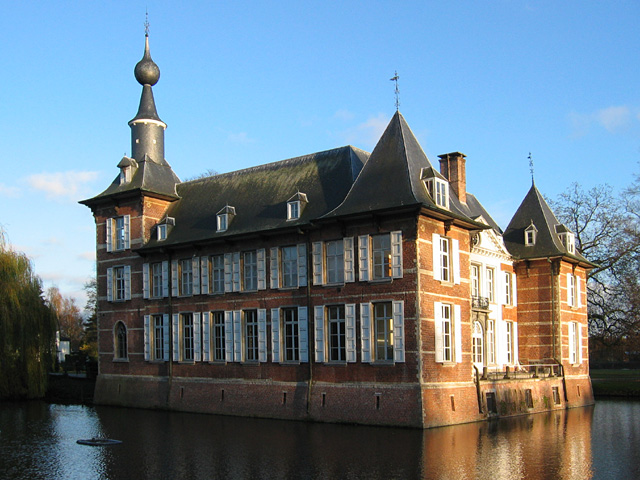
Замок Wetschot, теперь культурный центр

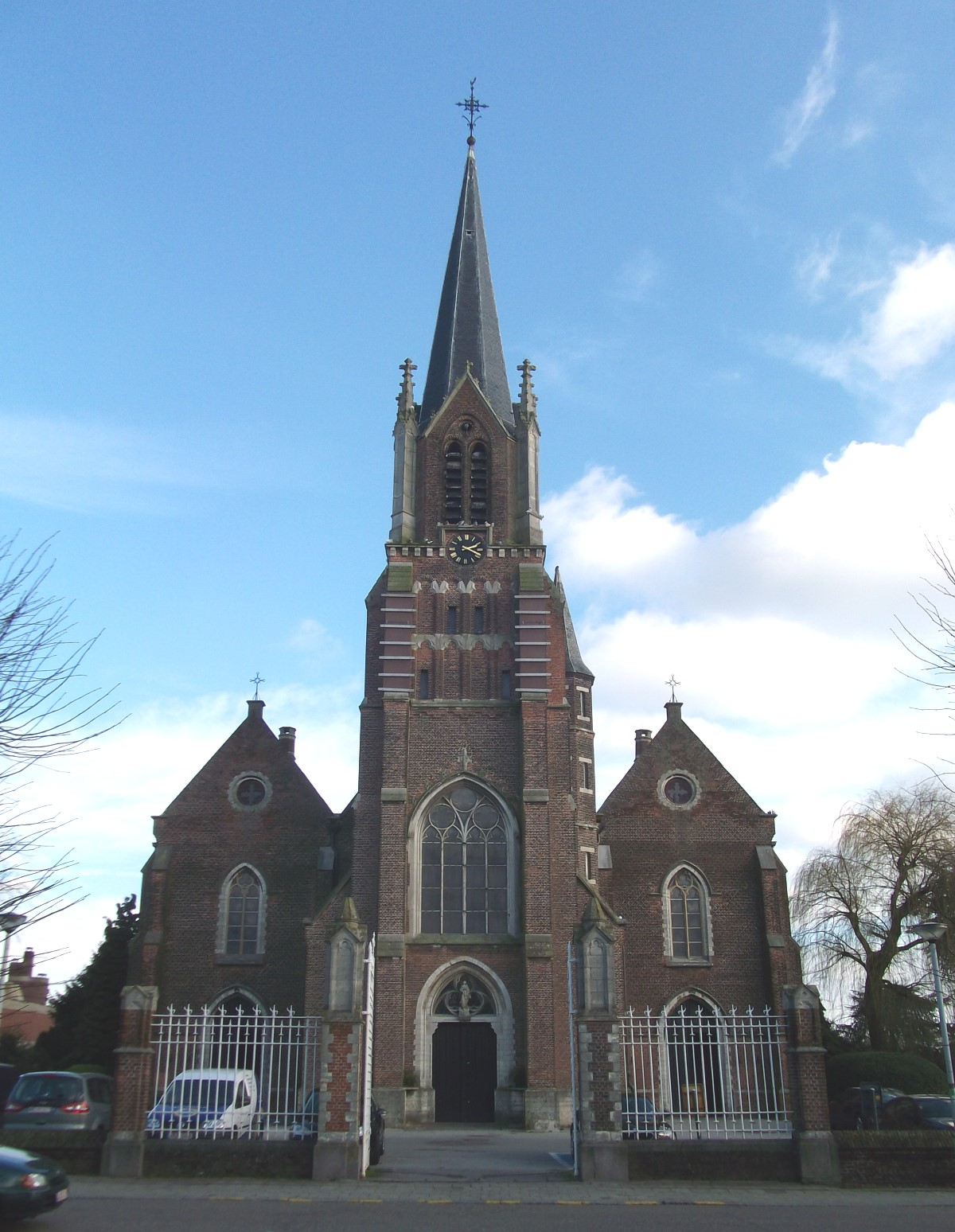
Синт-Кордулакерк - римско-католическая церковь

- Окруженный водой замок Wetschot начинался как ферма в 13 веке, а теперь превращается в местный культурный центр.
- Главная площадь выстлана ратушей в стиле готического возрождения и украшена фонтаном Тиля Уленшпигеля.
- Замок Виллерс также датируется 13-м веком, а церковь Св. Кордулы в готическом стиле датируется 15-м веком.
- Схотен также имеет ряд природных заповедников и лесистых местностей, таких как Peerdsbos, Vordensteyn домен, Tt Asbroek, Wijtschot или муниципальный парк.
- Схотенхоф - район Схотена, расположенный на северо-востоке муниципалитета. Он был создан в начале 20-го века, когда в нескольких богатых лесами муниципалитетах вокруг Антверпена местные замки были разделены на участки для строительства жилых домов и коттеджей для отдыха.

## Спорт
Ежегодно в апреле проходит одна из старейших бельгийских шоссейных однодневных велогонок Схелдепрейс.

## Известные люди
- Вероника де Кок (03.04.1977) — ведущая на телевидении, актриса и модель. Мисс Бельгия 1995
- Герт Стёрс (24.09.1981) — шоссейный велогонщик
- Ван Бредероде, Ланселот (умер 1573) – нидерландский военный деятель, участник Нидерландской революции.

## Города-побратимы
- Фэгэраш, Румыния
- Тарнув, Польша[3]
- Ворсхотен, Нидерланды